# Claudia Blasberg
Claudia Blasberg (Dresda, 14 febbraio 1975) è un'ex canottiera tedesca.

## Palmarès

### Olimpiadi
- 2 medaglie:
  - 2 argenti (Sydney 2000 nel due di coppia pesi leggeri; Atene 2004 nel due di coppia pesi leggeri)

### Mondiali
- 4 medaglie:
  - 2 ori (Lucerna 2001 nel due di coppia pesi leggeri; Milano 2003 nel due di coppia pesi leggeri)
  - 2 argenti (Colonia 1998 nel due di coppia pesi leggeri; Siviglia 2002 nel due di coppia pesi leggeri)